# Mistrzostwa Europy w Piłce Nożnej 2016/Finał
Finał Mistrzostw Europy w Piłce Nożnej 2016 (ostatni, 51. mecz) odbył się w niedzielę 10 lipca 2016 o godzinie 21:00 na Stade de France w Saint-Denis we Francji. Zagrały w nim reprezentacja Portugalii, która wyszła ze swojej grupy z 3. miejsca po 3 remisach z Islandią, Austrią i Węgrami, z reprezentacją Francji, która wygrała wszystkie spotkania oprócz jednego, zremisowanego ze Szwajcarią. Spotkanie poprowadził angielski sędzia Mark Clattenburg, który ukarał 10 zawodników żółtą kartką. Ostatnią z nich pokazał tuż przed zakończeniem spotkania portugalskiemu bramkarzowi Rui Patrício za zbytnie zwlekanie z wybiciem piłki od bramki.
Mecz nie obył się bez kontrowersji. Pierwszą z nich było niedopatrzenie organizatorów i niewyłączenie na noc reflektorów na stadionie, co poskutkowało tym, że w trakcie meczu na całym boisku latały tysiące ciem. Ponownie (tak jak 30 czerwca w meczu Polska – Portugalia) jeden z portugalskich kibiców wbiegł na murawę, co zakończyło się chwilowym wstrzymaniem gry. Ponadto kontrowersyjne były niektóre decyzje sędziego – nie uznał faulu Dimitriego Payeta na Cristiano Ronaldo, który miał miejsce w pierwszych minutach meczu i zakończył się dla tego drugiego poważną kontuzją i niemożnością dalszej gry. Wątpliwości wzbudziło również uznanie zagrania ręką i ukaranie żółtą kartką Laurenta Koscielnego (na powtórkach można zauważyć, że to Éder zagrał ręką).

## Mecz
| 51 10 lipca 2016 21:00 CEST | Portugalia · Éder 109' | 1:0 (dogr.)(0:0, 0:0; 0:0)Raport | Francja | Stade de France, Saint-Denis Widzów: 75 868 Sędzia: Mark Clattenburg |
|                             |                        |                                  |         |                                                                      |

| Portugalia | Francja |

| Portugalia:     |    |                       |  |        |
|                 |    |                       |  |        |
| BR              | 1  | Rui Patrício          |  | 120+2' |
| PO              | 21 | Cédric Soares         |  | 34'    |
| ŚO              | 3  | Pepe★                 |  |        |
| ŚO              | 4  | José Fonte            |  | 119'   |
| LO              | 5  | Raphaël Guerreiro     |  | 95'    |
| DP              | 14 | William Carvalho      |  | 98'    |
| PS              | 16 | Renato Sanches        |  | 79'    |
| OP              | 23 | Adrien Silva          |  | 66'    |
| LS              | 10 | João Mário Eduardo    |  | 62'    |
| ŚN              | 17 | Nani                  |  |        |
| ŚN              | 7  | Cristiano Ronaldo (k) |  | 25'    |
| Zmiany:         |    |                       |  |        |
| N               | 20 | Ricardo Quaresma      |  | 25'    |
| P               | 8  | João Moutinho         |  | 66'    |
| P               | 9  | Éder                  |  | 79'    |
| Trener:         |    |                       |  |        |
| Fernando Santos |    |                       |  |        |

| Francja:         |    |                     |  |      |
|                  |    |                     |  |      |
| BR               | 1  | Hugo Lloris (k)     |  |      |
| PO               | 19 | Bacary Sagna        |  |      |
| ŚO               | 21 | Laurent Koscielny   |  | 107' |
| ŚO               | 22 | Samuel Umtiti       |  | 80'  |
| LO               | 3  | Patrice Evra        |  |      |
| PP               | 18 | Moussa Sissoko      |  | 110' |
| ŚP               | 15 | Paul Pogba          |  | 115' |
| ŚP               | 14 | Blaise Matuidi      |  | 97'  |
| LP               | 8  | Dimitri Payet       |  | 58'  |
| CN               | 7  | Antoine Griezmann   |  |      |
| ŚN               | 9  | Olivier Giroud      |  | 78'  |
| Zmiany:          |    |                     |  |      |
| P                | 20 | Kingsley Coman      |  | 58'  |
| N                | 10 | André-Pierre Gignac |  | 78'  |
| P                | 11 | Anthony Martial     |  | 110' |
| Trener:          |    |                     |  |      |
| Didier Deschamps |    |                     |  |      |

| ★Piłkarz meczu Pepe Sędziowie asystenci: Simon Beck Jake Collin Sędzia techniczny: Viktor Kassai Dodatkowi sędziowie: Anthony Taylor Andre Marriner |